# Cleffa
Cleffa is een Pokémon uit de Johto-regio. Het is een pre-evolutie van Clefairy, want Clefairy was een generatie eerder uitgegeven. Cleffa is dus een Baby-Pokemon. Je kunt Cleffa niet vangen, je moet hem verkrijgen door twee Clefairy of twee Clefable te laten paren.
Cleffa's basisaanvallen zijn Pound en Charm. Naast deze aanvallen leert hij alleen nog maar Statusaanvallen en Speciale aanval, maar geen fysieke aanvallen meer. Cleffa is dus niet zo sterk.
Cleffa evolueert in Clefairy, door hoge vriendschap. Clefairy evolueert in Clefable met een Moon Stone.